# Viéville
Pour les articles homonymes, voir Viéville (homonymie).
Viéville est une commune française située dans le département de la Haute-Marne, en région Grand Est.

## Géographie

### Hydrographie
La commune est dans la région hydrographique « la Seine de sa source au confluent de l'Oise (exclu) » au sein du bassin Seine-Normandie. Elle est drainée par le canal de la Marne à la Saône, la Marne, divers bras de la Marne, la Combe de Grandvau, le cours d'eau 01 de l'Aréniée, le cours d'eau 01 des Vignes de la Corvée et le Fossé 01 de Viéville,.
Le canal de la Marne à la Saône est un canal à bief de partage au gabarit Freycinet, d'une longueur de 160 km reliant les vallées de la Marne et de la Saône, géré par les Voies navigables de France. 
La Marne  prend sa source sur le plateau de Langres, dans la commune de Saints-Geosmes (Haute-Marne) et se jette dans la Seine entre Charenton-le-Pont et Alfortville (Val-de-Marne) dans le quartier de Conflans-l'Archevêque. 

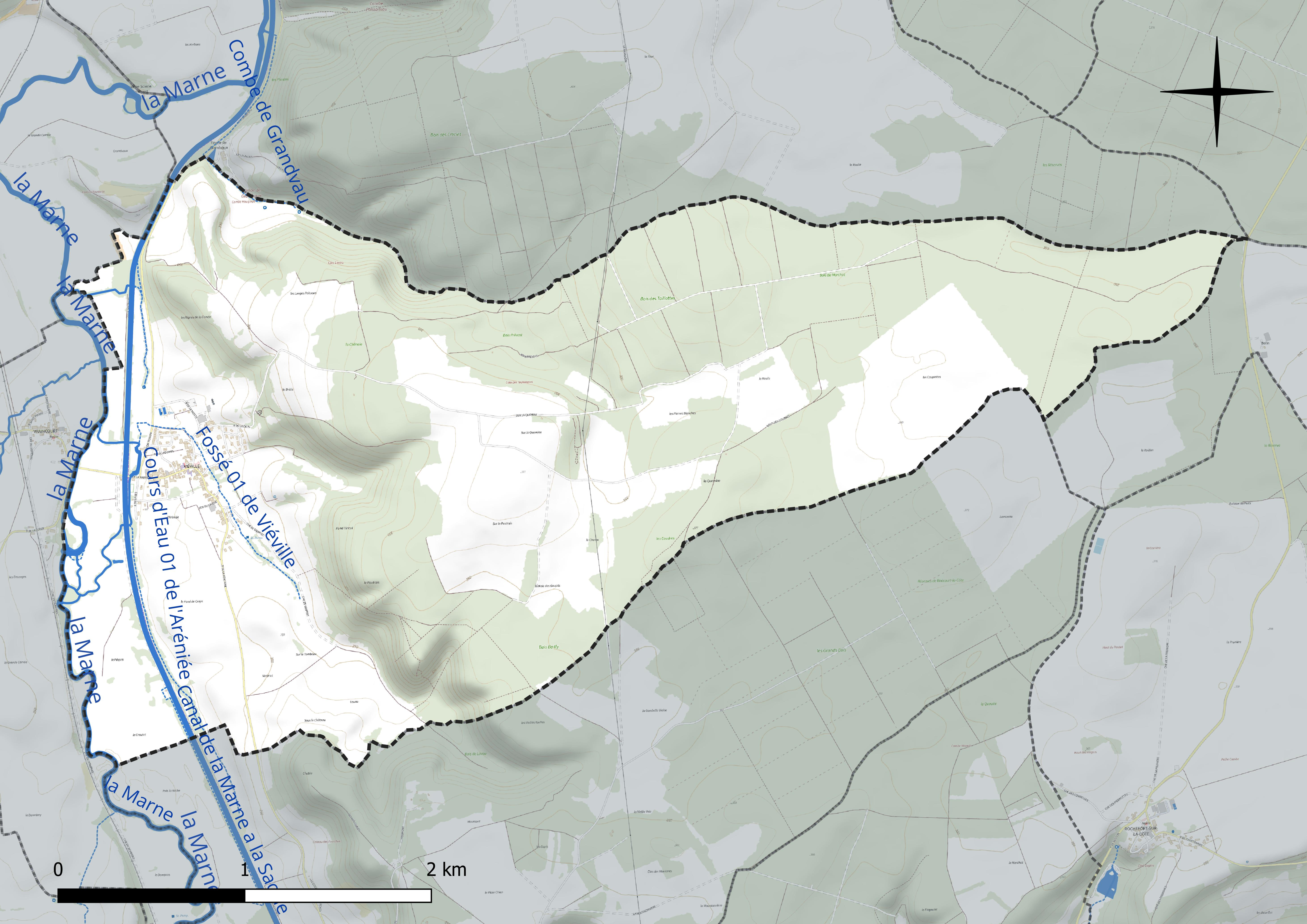
Réseau hydrographique de Viéville.

### Climat
Pour des articles plus généraux, voir Climat du Grand Est et Climat de la Haute-Marne.
En 2010, le climat de la commune est de type climat de montagne, selon une étude du Centre national de la recherche scientifique s'appuyant sur une série de données couvrant la période 1971-2000. En 2020, Météo-France publie une typologie des climats de la France métropolitaine dans laquelle la commune est exposée à un climat océanique altéré et est dans la région climatique  Lorraine, plateau de Langres, Morvan, caractérisée par un hiver rude (1,5 °C), des vents modérés et des brouillards fréquents en automne et hiver. 
Pour la période 1971-2000, la température annuelle moyenne est de 10,3 °C, avec une amplitude thermique annuelle de 15,8 °C. Le cumul annuel moyen de précipitations est de 971 mm, avec 13 jours de précipitations en janvier et 9,3 jours en juillet. Pour la période 1991-2020, la température moyenne annuelle observée sur la station météorologique de Météo-France la plus proche, « Blécourt », sur la commune de Blécourt à 16 km à vol d'oiseau, est de 10,8 °C et le cumul annuel moyen de précipitations est de 879,6 mm. 
La température maximale relevée sur cette station est de 40,2 °C, atteinte le 25 juillet 2019 ; la température minimale est de −18 °C, atteinte le 20 décembre 2009,,. 
Les paramètres climatiques de la commune ont été estimés pour le milieu du siècle (2041-2070) selon différents scénarios d'émission de gaz à effet de serre à partir des nouvelles projections climatiques de référence DRIAS-2020. Ils sont consultables sur un site dédié publié par Météo-France en novembre 2022.

## Urbanisme

### Typologie
Au 1er janvier 2024, Viéville est catégorisée commune rurale à habitat dispersé, selon la nouvelle grille communale de densité à sept niveaux définie par l'Insee en 2022.
Elle est située hors unité urbaine. Par ailleurs la commune fait partie de l'aire d'attraction de Chaumont, dont elle est une commune de la couronne,. Cette aire, qui regroupe 112 communes, est catégorisée dans les aires de 50 000 à moins de 200 000 habitants,.

### Occupation des sols
L'occupation des sols de la commune, telle qu'elle ressort de la base de données européenne d’occupation biophysique des sols Corine Land Cover (CLC), est marquée par l'importance des forêts et milieux semi-naturels (50,6 % en 2018), une proportion sensiblement équivalente à celle de 1990 (50,8 %). La répartition détaillée en 2018 est la suivante : 
forêts (50,6 %), terres arables (29 %), prairies (17,5 %), zones urbanisées (2,9 %). L'évolution de l’occupation des sols de la commune et de ses infrastructures peut être observée sur les différentes représentations cartographiques du territoire : la carte de Cassini (XVIIIe siècle), la carte d'état-major (1820-1866) et les cartes ou photos aériennes de l'IGN pour la période actuelle (1950 à aujourd'hui).

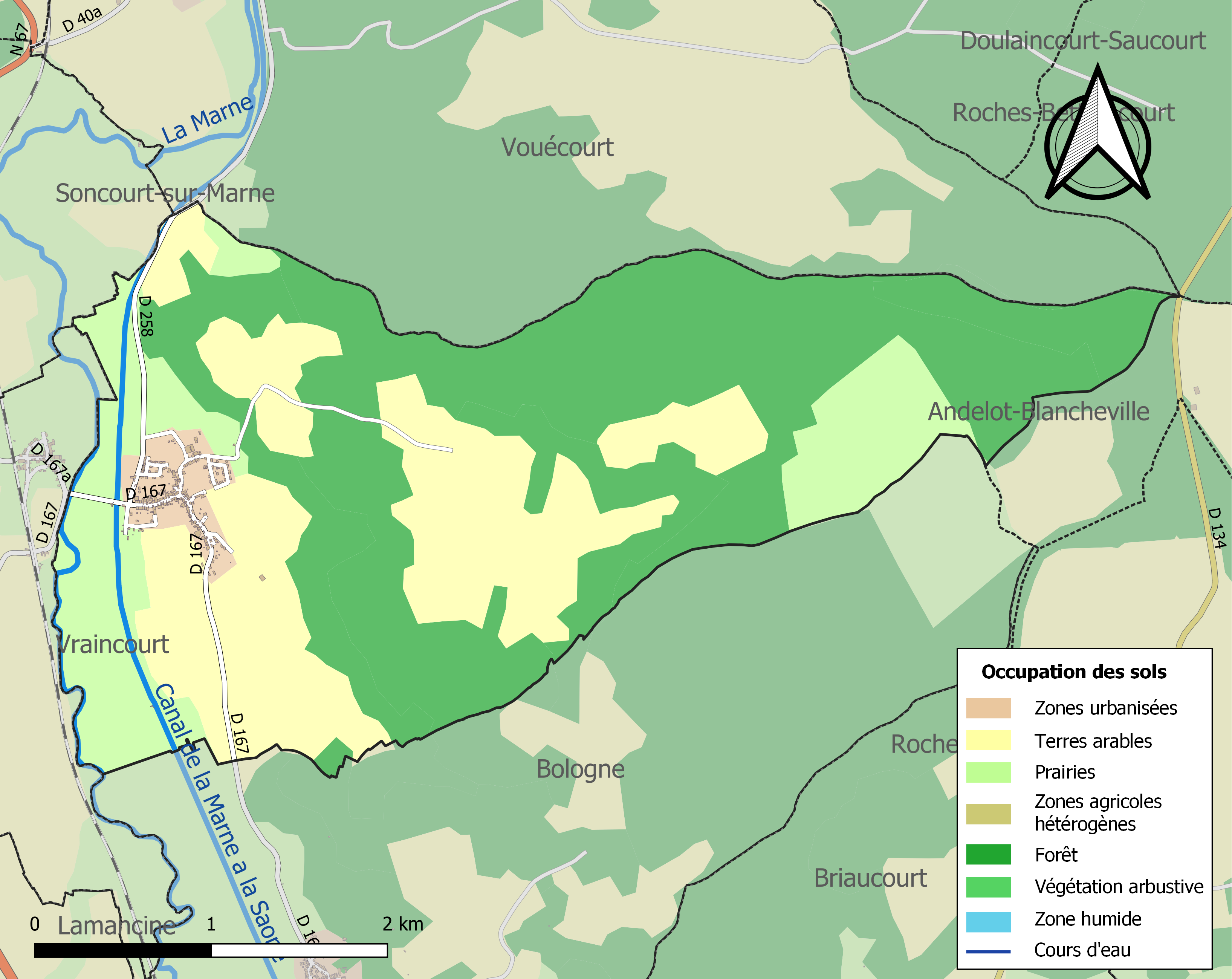
Carte des infrastructures et de l'occupation des sols de la commune en 2018 (CLC).

## Politique et administration
| Période                                  | Période   | Identité      | Étiquette | Qualité                          |
| ---------------------------------------- | --------- | ------------- | --------- | -------------------------------- |
| mars 2001                                | mars 2008 | Denis Maillot | PS        | Conseiller général et enseignant |
| mars 2008                                | mars 2014 | Denis Maillot | PS        | Conseiller général et enseignant |
| mars 2014                                | mai 2020  | Denis Maillot | PS        | Enseignant                       |
| mai 2020                                 | En cours  | Audrey Duhoux | SE        | Enseignant                       |
| Les données manquantes sont à compléter. |           |               |           |                                  |

### Tendances et résultats politiques
En analysant les résultats électoraux de Viéville, on peut constater une tendance au vote à gauche des électeurs de la commune avec quasiment que des victoires systématiques des candidats du PS aux élections majeures.

#### Élections présidentielles, résultats des deuxièmes tours
- Élection présidentielle de 2002 : 80,27 % pour Jacques Chirac (RPR), 19,73 % pour Jean-Marie Le Pen (FN), 90,16% de participation.
- Élection présidentielle de 2007 : 50,00 % pour Nicolas Sarkozy (UMP), 50,00 % pour Ségolène Royal (PS), 91,32 % de participation.
- Élection présidentielle de 2012 : 50,25 % pour François Hollande (PS), 49,75 % pour Nicolas Sarkozy (UMP), 86,69 % de participation.

#### Élections législatives, résultats des deuxièmes tours
- Élections législatives de 2002 : 81,31 % pour  François Cornut-Gentille (UMP), 18,69 % pour Évelyne Advenier (FN), 67,57 % de participation.
- Élections législatives de 2007 (seulement le 1er tour) : 47,77 % pour François Cornut-Gentille (UMP), 71,69 % de participation.
- Élections législatives de 2012 : 65,54 % pour Denis Maillot (PS), 34,46% pour  François Cornut-Gentille (UMP), 73,39 % de participation.

#### Élections régionales, résultats des deuxièmes tours
- Élections régionales de 2004 : 43,62 % pour Jean-Paul Bachy (DVG), 36,91 % pour Jean-Claude Étienne (UMP), 19,46 % pour Bruno Subtil (FN), 75,71 % de participation.
- Élections régionales de 2010 : 50,99 % pour Jean-Paul Bachy (DVG), 35,76 % pour Jean-Luc Warsmann (UMP), 13,25 % pour Bruno Subtil (FN), 69,36 % de participation.
- Élections régionales de 2015 :

#### Élections européennes
- Élections européennes de 2004 : 27,72 % pour Pierre Moscovici (PS), 15,84 % pour Joseph Daul (UMP), 14,85 % pour Bruno Gollnisch (FN), 8,91% pour Nathalie Griesbeck (UDF), 48,15% de participation.
- Élections européennes de 2009 : 25,64 % pour Joseph Daul (UMP), 17,09 % pour Catherine Trautmann (PS), 9,40 % pour Sandrine Bélier (EELV), 7,69 % pour Bruno Gollnisch (FN), 54,35 % de participation.
- Élections européennes de 2014 : 34,62 % pour Florian Philippot (FN), 13,85 % pour Nadine Morano (UMP), 13,08 % pour Édouard Martin (PS), 9,23% pour Nathalie Griesbeck (MoDem), 6,92 % pour Sandrine Bélier (EELV), 2,31 % pour Claire Rocher (Lutte ouvrière), 52,42 % de participation.

#### Référendums
- Le référendum de 1992 où la question posée était « Approuvez-vous le projet de loi soumis au peuple français par le Président de la République autorisant la ratification du traité sur l'Union Européenne ? » : 58,47 % de NON, 41,53 % de OUI, 73,96 % de participation.
- Le référendum de 2005 où la question posée était « Approuvez-vous le projet de loi qui autorise la ratification du traité établissant une Constitution pour l'Europe ? » : 61,64 % de NON, 38,36 % de OUI, 74,89 % de participation.

#### Élections départementales(cantonales)
- Élections cantonales de 2004 : 58,50 % pour Denis Maillot (PS), 20,10 % pour Michel Perrin (FN), 17,5 % pour Guillaume Minel (UMP), 4% pour Jérôme Bourgoin (MoDem), 65,97 % de participation.
- Élections cantonales de 2011 : 79,75 % pour Denis Maillot (PS), 13,50 % pour Roger Flechy (UMP), 6,75 % pour Michel Perrin (FN), 70,95 % de participation.
- Élections départementales de 2015 :

#### Élections municipales
- Élections municipales de 2008 : 173 voix pour Michel Clerget, 166 voix pour Jean-Luc David, 161 voix pour Christophe Blanchot, 156 voix pour Christophe Mauffre, 154 voix pour Agnès Gimenez, 152 voix pour Sylvie Pierre, 149 voix pour Alain Poirot, 148 voix pour Denis Maillot, 148 voix pour Christine D'hondt, 145 voix pour Emmanuelle Rey, 141 voix pour Jérôme Musset ; 81,82 % de participation.
- Élections municipales de 2014 : 178 voix pour Michel Clerget, 173 voix pour Jean-Luc David, 172 voix pour Sylvie Pierre, 169 voix pour Sandrine Bresolin, 168 voix pour Agnès Gimenez, 168 voix pour Jérôme Musset, 167 voix pour Christophe Mauffre, 165 voix pour Audrey Duhoux, 164 voix pour Emmanuelle Rey-Couturier, 159 voix pour Florent Guichard, 157 voix pour Denis Maillot ; 72,32 % de participation.

## Population et société

### Démographie

#### Évolution démographique
L'évolution du nombre d'habitants est connue à travers les recensements de la population effectués dans la commune depuis 1793. Pour les communes de moins de 10 000 habitants, une enquête de recensement portant sur toute la population est réalisée tous les cinq ans, les populations de référence des années intermédiaires étant quant à elles estimées par interpolation ou extrapolation. Pour la commune, le premier recensement exhaustif entrant dans le cadre du nouveau dispositif a été réalisé en 2004.

En 2022, la commune comptait 336 habitants, en stagnation par rapport à 2016 (Haute-Marne : −4,62 %, France hors Mayotte : +2,11 %).
| 1793 | 1800 | 1806 | 1821 | 1831 | 1836 | 1841 | 1846 | 1851 |
| ---- | ---- | ---- | ---- | ---- | ---- | ---- | ---- | ---- |
| 314  | 360  | 352  | 375  | 374  | 385  | 402  | 418  | 444  |

| 1856 | 1861 | 1866 | 1872 | 1876 | 1881 | 1886 | 1891 | 1896 |
| ---- | ---- | ---- | ---- | ---- | ---- | ---- | ---- | ---- |
| 415  | 386  | 388  | 350  | 327  | 314  | 343  | 348  | 325  |

| 1901 | 1906 | 1911 | 1921 | 1926 | 1931 | 1936 | 1946 | 1954 |
| ---- | ---- | ---- | ---- | ---- | ---- | ---- | ---- | ---- |
| 316  | 309  | 257  | 280  | 278  | 321  | 314  | 325  | 331  |

| 1962 | 1968 | 1975 | 1982 | 1990 | 1999 | 2004 | 2006 | 2009 |
| ---- | ---- | ---- | ---- | ---- | ---- | ---- | ---- | ---- |
| 292  | 250  | 209  | 213  | 190  | 257  | 290  | 307  | 331  |

| 2014 | 2019 | 2022 | - | - | - | - | - | - |
| ---- | ---- | ---- | - | - | - | - | - | - |
| 340  | 339  | 336  | - | - | - | - | - | - |